# Pistoiasynoden

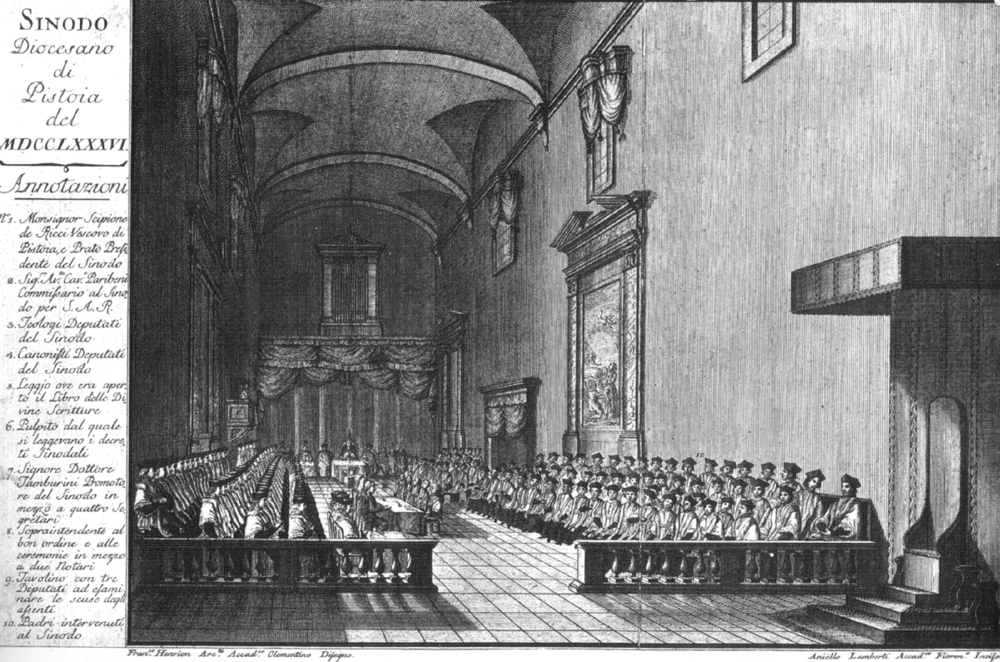
Pistoiasynoden.

Pistoiasynoden hölls i september 1786 på föranstaltande av den reformvänlige storhertigen Leopold av Toskana, med biskopen av Pistoia, Scipione de Ricci, som ordförande. 
Mötet var en stiftssynod i syfte att reformera den toskanska kyrkan; det fattade flera viktiga beslut, bland annat antogs de fyra gallikanska artiklarna av 1682, Jansenius lära om nåden, gudstjänstens hållande på landets språk, åtgärder för bibelns spridning med flera. 
En nationalsynod av toskanska biskopar i Florens 1787 understödde dessa beslut med endast tre röster, och påven Pius VI fördömde dem genom bullan Auctorem fidei den 28 augusti 1794.